# 山口瑞貴
山口 瑞貴 (やまぐち みずき、1993年8月17日 - ）は、北海道出身のスキージャンプ選手である。

## 経歴
札幌少年ジャンプ団で競技を始める。コンチネンタルカップ初出場は2007年3月5日に開催された蔵王大会で26位であった。2日目の試合では24位。 国際大会に参加し始めた頃は日本国内で開催された大会のみの参加であった。
2008年3月1日に札幌で開催されたFIS公認大会では11位であった。 数日後、蔵王でのコンチネンタルカップ にも出場し26位だった。翌年のコンチネンタルカップ蔵王大会では二日目のみ参加で29位、札幌でのFIS公認大会では26位と18位であった。
2010年には再びコンチネンタルカップ蔵王大会に出場、初日は27位、二日目は29位だった。2011年は3月9日の蔵王での23位がコンチネンタルカップでの最高順位となっている。
2013年は自身の初めての海外遠征となった。ルーマニアのルシュノフで開かれたFISカップでは岩佐明香に続く2位を獲得、チェコのリベレツで開催されたノルディックスキージュニア世界選手権2013には団体のみの参加であった。
2014年1月には、自身唯一のワールドカップに出場。2015年シーズン以降国際大会の参加はない。
現在は引退済み

## 成績

### 国際大会

#### コンチネンタルカップにおける順位
| シーズン | 順位 | ポイント |
| -------- | ---- | -------- |
| 2006/07  | 54.  | 12       |
| 2007/08  | 66.  | 10       |
| 2008/09  | 83.  | 02       |
| 2009/10  | 61.  | 06       |
| 2010/11  | 76.  | 08       |

### 国内大会
- 2011年全国高等学校選抜スキー大会　女子組　優勝
- 秩父宮杯秩父妃宮杯第86回全日本学生スキー選手権大会女子ジャンプ(2部) 優勝
- 2013年 STV杯優勝